# Tom Cruise
Thomas Cruise Mapother IV (Siracusa, Nueva York, 3 de julio de 1962), más conocido como Tom Cruise, es un actor y productor de cine estadounidense que ha ganado un Premio Oscar ,tres Globos de Oro, un Premio Saturn y una Palma de Oro Honorífica,entre otras.
A lo largo de más de cuatro décadas de carrera ha protagonizado películas de gran éxito comercial y que también han sido aclamadas por la crítica. Tiene entre su repertorio las cintas de acción Top Gun (1986), Days of Thunder (1990), la saga Misión imposible (1996-presente) y Top Gun: Maverick (2022); las películas dramáticas El color del dinero (1986), Rain Man (1988), Nacido el 4 de julio (1989) y Magnolia (1999); la película gótica de terror Entrevista con el vampiro (1994); la comedia romántica Jerry Maguire (1996); así como las películas de ciencia ficción Minority Report (2002), La guerra de los mundos (2005) y Oblivion (2013). También ha protagonizado los thrillers The Firm (1993), Collateral (2004), Valkyrie (2008) y Jack Reacher (2012).
Cruise es considerado como uno de los actores mejor pagados y más influyentes de Hollywood. En 2020, con un patrimonio neto de 570 millones de dólares, fue calificado como el segundo actor más rico del mundo por la revista Forbes y en 2022, con unos ingresos anuales de 100 millones de dólares gracias al éxito comercial de Top Gun: Maverick, Tom Cruise fue el actor mejor pagado del año en Hollywood. Sus películas han recaudado en total más de 4.000 millones de dólares en los Estados Unidos y más de 11.500 millones de dólares a nivel mundial, convirtiendo a Cruise en uno de los actores más taquilleros de la industria del cine de todos los tiempos.
Ha obtenido tres nominaciones para el Óscar al mejor actor: en 1990 por Nacido el 4 de julio, en 1997 por Jerry Maguire y en 2000 por Magnolia. A mayores, en 2023, fue nominado por la producción de Top Gun: Maverick al Óscar a la mejor película junto a Jerry Bruckheimer. Considerado uno de los sex symbols del cine y una superestrella de Hollywood, su vida sentimental se ha visto expuesta en los medios de comunicación.
Ha contraído matrimonio con tres conocidas actrices: Mimi Rogers, Nicole Kidman y Katie Holmes. Su relación con Penélope Cruz también dio que hablar, al igual que su afiliación y propaganda a la Iglesia de la Cienciología, a la que Cruise atribuye haberle procurado una mejor conciencia espiritual y otros beneficios, como su cura de la dislexia.
La mala fama de la organización, ocasionada por denuncias de estafas, coacciones y demás, ha afectado en los últimos años a su imagen pública y a su progreso profesional.[cita requerida]
Su compañía de muchos años, Paramount Pictures, decidió prescindir de él en 2006 (aunque ambas partes han vuelto a trabajar juntos de nuevo a partir de 2011). Para proseguir su carrera, Cruise reactivó una veterana firma en 2007, United Artists, con la que ha producido varias de sus películas desde entonces. En 1990 fue nombrado el hombre vivo más sexy del mundo por la revista People. En 1990 y 1994 fue elegido el actor de cine favorito del año por votación del público en los Premios People's Choice. En 2006 la revista Forbes calificó a Cruise como la celebridad más influyente del mundo. Vanity Fair publicó la lista de las Top 40 celebridades de Hollywood con más ingresos a lo largo de 2010. Cruise fue clasificado en el puesto 35 de la lista, ganando un estimado de $14,5 millones por sus películas. Desde 1986 tiene una estrella en el paseo de la fama de Hollywood.

## Biografía
Nació en Siracusa, Nueva York, el 3 de julio de 1962, es hijo del ingeniero electrónico Thomas Cruise Mapother III (1934-1984) y de su esposa, Mary Lee Pfeiffer (1936-2017), una profesora aficionada al teatro; y hermano de Lee Anne, Marian y Cass. Tom Cruise es de ascendencia inglesa, alemana e irlandesa. La familia vivió en muchas ciudades debido a la inestabilidad laboral de su padre, pero finalmente se instalaron en Ottawa, Canadá. Sus estudios suponían un problema para Tom ya que iba de una ciudad a otra y además sufría de dislexia (dificultad para leer y escribir). Tom asistió a 14 diferentes escuelas en tan solo 15 años.
Tras el divorcio de sus padres, Cruise deja Canadá y se instala con su madre y hermanas en Kentucky. Durante un tiempo consideró ingresar en un monasterio franciscano, pero al final decidió ser actor. Cruise creció casi en la pobreza y tuvo una educación católica. La familia era dominada por su padre abusivo, a quien el actor ha descrito como "un mercader del caos". Cruise ha dicho que fue golpeado por su padre, a quien llamó "un matón y un cobarde". Él ha declarado que "Mi padre era el tipo de persona que, si algo sale mal, te patea. Fue una gran lección para mi vida, el cómo te adormecía y te hacía sentir seguro y después, ¡pum! Para mí era como que «Hay algo mal con este tipo. Sé cuidadoso cerca de él.»"

## Carrera artística

### Inicios de carrera (1981-1990)

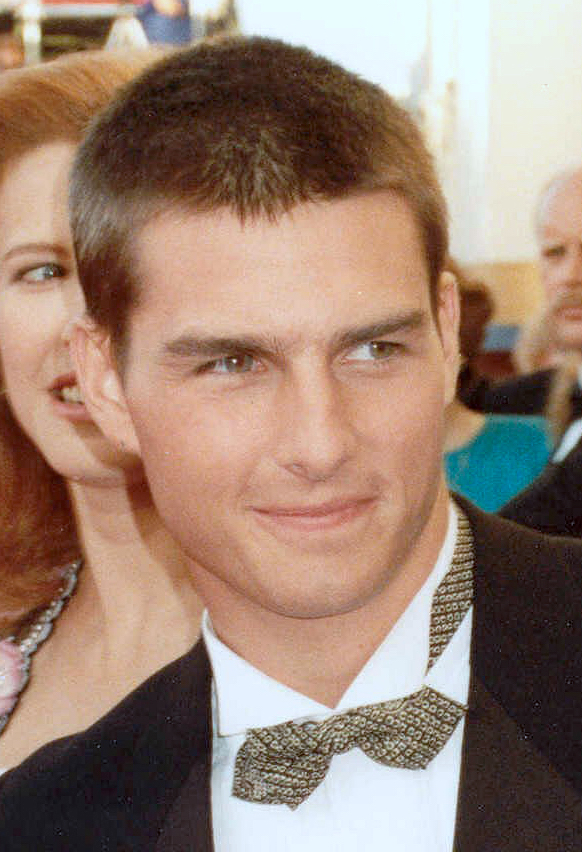
Tom Cruise en los Premios Óscar, 1989. Detrás, la que todavía era su primera esposa, Mimi Rogers.

Después de graduarse del instituto, Tom se mudó a Nueva York donde acudió a algunos castings mientras trabajaba de camarero. A los 19 años decidió ir a Los Ángeles a probar suerte en Hollywood. En 1981, tras un breve papel en la película Amor sin fin, sería elegido para actuar en la película Taps junto a otra joven promesa: Sean Penn. En sus primeros años, Tom participaba mayormente en cine para el público adolescente: comedias como Losin' It (1983) y Risky Business (1983).
Pero desde muy pronto suma títulos de prestigio a su historial, como The Outsiders (1983) de Francis Ford Coppola, junto a otras futuras estrellas como Patrick Swayze y Matt Dillon, y El color del dinero (1986) de Martin Scorsese, con el ilustre Paul Newman, quien con esta película ganó el Óscar al Mejor Actor que tanto se le resistía. Desde Amor sin fin, la figura de Tom Cruise empezó a ser conocida, pero en 1985 con Legend de Ridley Scott y en 1986 con el taquillazo Top Gun de Tony Scott se forja su fama como actor de historias románticas y de acción, que gustan por igual a sus fans femeninas y al público masculino.
En 1987 Cruise da un pequeño disgusto a sus fanes, al contraer matrimonio con una actriz mayor que él, Mimi Rogers. Ella fue quien introdujo a Tom en la Cienciología. La película taquillera Cocktail (1988) en la que actuó junto a Elisabeth Shue, a pesar de su discreta calidad, le consagra como la estrella del cine americano del momento.
En 1988, Cruise da un salto cualitativo en su carrera con Rain Man, película de Barry Levinson que arrasa en los premios Óscar, al obtener cuatro estatuillas, entre ellas la de Mejor Película, Mejor Director y Mejor Actor (Dustin Hoffman). Cruise no resulta premiado por ella, pero al año siguiente es nominado para el Óscar al mejor actor por Nacido el 4 de julio de Oliver Stone, donde interpreta a un veterano de la guerra de Vietnam postrado en silla de ruedas, papel con el cual tuvo un gran éxito y ganó su primer Globo de Oro.

### DeDays of ThunderaEyes Wide Shut(1990-2000)
Aunque Cruise logra obtener elogios de parte de la crítica con sus películas dramáticas, no descuida el cine comercial, y rueda Days of Thunder (1990), sobre el mundo de los coches de carreras. Su pareja en la película es Nicole Kidman, con quien inicia una relación tras el fracaso de su matrimonio con Mimi Rogers. Divorciado de Rogers, Cruise se casa con Kidman en una ceremonia muy discreta en la Nochebuena de 1990.
A principios de los años 1990, éxitos como Far and Away (1992), A Few Good Men (1992) y The Firm (1993) apuntalan su posición de líder del cine estadounidense, al menos en su vía más taquillera. A Few Good Men fue candidata a cuatro Premios Óscar: a la mejor película, al mejor actor de reparto (Jack Nicholson), al mejor sonido y al mejor montaje. El filme forma parte del AFI's 10 Top 10 en la categoría de "Películas judiciales".
En 1994, el actor protagoniza, junto a Brad Pitt, Kirsten Dunst, Antonio Banderas y Christian Slater la cinta de terror Entrevista con el vampiro, basada en la novela homónima de Anne Rice. Más tarde se supo que durante el rodaje de esta película Cruise y Pitt tuvieron varios encontronazos que acabaron deteriorando su amistad y jamás han vuelto a trabajar juntos.
En 1996, Jerry Maguire, una comedia romántica dirigida por Cameron Crowe, le lleva a otra nominación para el Óscar al mejor actor y a ganar su segundo Globo de Oro. Cruise, una vez más, no resulta premiado por la academia pero su compañero de reparto, Cuba Gooding Jr., gana el Óscar al mejor actor de reparto por esta película. Misión: Imposible (1996) de Brian De Palma, adaptación al cine de una famosa serie televisiva de los años 60 y el primer filme producido por el actor, le confirma definitivamente como ídolo del cine de acción. El éxito de recaudación es tal, que Cruise rodara seis continuaciones en años posteriores (2000, 2006, 2011, 2015, 2018 y 2023 respectivamente).
En 1999, el actor sorprende con un extraño papel en Magnolia, película coral de Paul Thomas Anderson elogiada por la crítica y por la que Cruise ganó un Globo de Oro y su tercera nominación al Óscar.
Ese mismo año, Tom Cruise y su esposa Nicole Kidman se embarcan en el último proyecto de Stanley Kubrick, Eyes Wide Shut, cuyo rodaje sufrió múltiples incidencias. Se rumoreó que la relación de la pareja se vio afectada por esta película y que ello desembocó en una comentada crisis conyugal y en el posterior divorcio en 2001. La cinta está basada en la novela Relato soñado, de Arthur Schnitzler, y su guion fue escrito por el mismo Kubrick y Frederic Raphael.

### DeMisión: Imposible 2aKnight & Day(2000-2010)
El inicio de la nueva década es productivo para Cruise; una nueva entrega de la saga Misión: Imposible (2000), el thriller psicológico Vanilla Sky (2001) y el filme futurista Minority Report (2002) de Steven Spielberg, revalidan la posición de Cruise en el cine comercial.
Una posición que apuntalan otros éxitos como Collateral (2004), donde interpreta a un asesino a sueldo; La guerra de los mundos (2005), una película de ciencia ficción basada en la novela homónima de H. G. Wells y Misión imposible 3 (2006). La guerra de los mundos recauda en taquilla 591 millones de dólares a nivel mundial y obtiene tres nominaciones a los Premios Óscar por Mejores efectos visuales, Mejor mezcla de sonido y Mejor edición de sonido. La revista de cine francesa Cahiers du cinéma clasificó la cinta en el octavo lugar en su lista de las mejores películas de la década de 2000. De todas formas, Cruise se permite proyectos más audaces como El último samurái (2003), película que se temía como gran fracaso comercial por su ambientación en el Japón antiguo y por el aspecto inusual (con barba) de su protagonista. Los estudios de Hollywood se equivocaron, y la película fue otro éxito de taquilla con 456 millones de dólares de recaudación en todo el mundo.

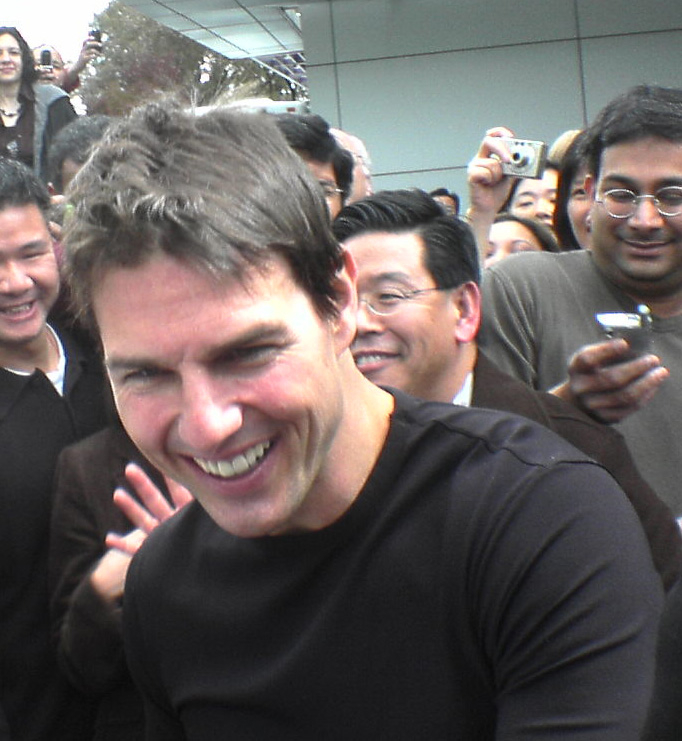
Tom Cruise en 2006

La posición profesional de Tom Cruise parecía inamovible, pero la situación se complicó con su publicitada relación con Katie Holmes, 16 años más joven que él. Tras un noviazgo de tres años con Penélope Cruz que muchos críticos calificaban como montaje, Tom Cruise sorprendió al elegir a Katie Holmes como nueva compañera, una relación que el 18 de noviembre de 2006 culminó con una lujosa boda en un castillo de Bracciano (Italia).
La estrecha relación de Cruise con la Cienciología, secta polémica prohibida en países como Alemania, y su chocante aparición en televisión en 2006 criticando duramente a las empresas farmacéuticas y el aumento del uso de antidepresivos en los Estados Unidos, criticando en particular a la actriz Brooke Shields quien había revelado haber usado antidepresivos después de dar a luz, provocaron un aluvión de críticas contra el actor. La compañía de sus grandes éxitos, Paramount Pictures, consideró que Cruise estaba perjudicando su imagen pública (y por tal su futuro comercial en el cine), y optó por rescindir (o no renovar) su contrato.
Ante tal situación, Cruise y su agente, Paula Wagner, intentaron recuperar posiciones suscribiendo en 2007 un acuerdo con la compañía Metro-Goldwyn-Mayer para reactivar la famosa United Artists, legendaria compañía con la que Cruise lanzaría sus siguientes películas. Dicho proyecto empresarial debutó con Leones por Corderos (2007) de Robert Redford, donde Cruise actuó junto a Meryl Streep y el mismo Redford. Para reubicarse en su profesión y atajar ciertos prejuicios sobre él, Tom Cruise realizó un papel paródico en la comedia Tropic Thunder (2008) de Ben Stiller, por cual fue nominado para el Globo de Oro al mejor actor de reparto. Posteriormente protagonizó la superproducción Valkyrie (2009), basada en el intento para matar a Adolf Hitler. Recibió críticas dispares y no obtuvo el éxito comercial esperado.
Cruise repitió el género de la comedia y acción rodando Knight and Day (2010) con Cameron Diaz, con localizaciones en diversos lugares turísticos del mundo como Boston, Salzburgo, Cádiz y Sevilla. En 2009, el actor fue el primer candidato para interpretar el papel protagonista en Salt, filme que finalmente protagonizó Angelina Jolie.

### De Misión Imposible Protocolo Fantasma a Fallout (2010-2019)
En la década del 2010, Cruise rodó 3 entregas de la saga Misión Imposible; Misión Imposible: Protocolo Fantasma (2011), Misión imposible: Nación secreta (2015) y Mission: Impossible - Fallout (2018). Mission: Impossible - Fallout ha sido considerada por muchos como la mejor entrega de la franquicia hasta la fecha, además fue la de mayor éxito comercial al recaudar 791 millones de dólares a nivel mundial.
En 2012 Cruise actuó junto a Rosamund Pike en Jack Reacher, adaptación al cine de la novela One Shot del autor británico Lee Child. La película fue filmada en su totalidad en Pittsburgh, Pensilvania y se estrenó en los mercados norteamericanos el 21 de diciembre de 2012, con un estreno inicialmente planeado para el megaplex SouthSide Works de Pittsburgh el 15 de diciembre de 2012, al que iban a asistir las estrellas de la película y Lee Child.
El 15 de diciembre de 2012, Paramount Pictures anunció que se había cancelado el estreno de la película en Pittsburgh, por respeto a las familias de las víctimas del tiroteo en la escuela primaria Sandy Hook, que había ocurrido el día anterior. La escena de apertura muestra a un francotirador disparando a personas, incluida una mujer que sostiene a una niña pequeña, y un punto apuntando la mira directamente hacia ella. El filme obtuvo una muy buena acogida en taquilla y llevó al actor a protagonizar la secuela, Jack Reacher: Nunca vuelvas atrás (2016). No obstante, la segunda parte no tuvo tanto éxito. Recaudó 162 millones de dólares en todo el mundo y recibió críticas mixtas de los críticos, que elogiaron la actuación de Cruise y las secuencias de acción de la película, pero criticaron la trama.

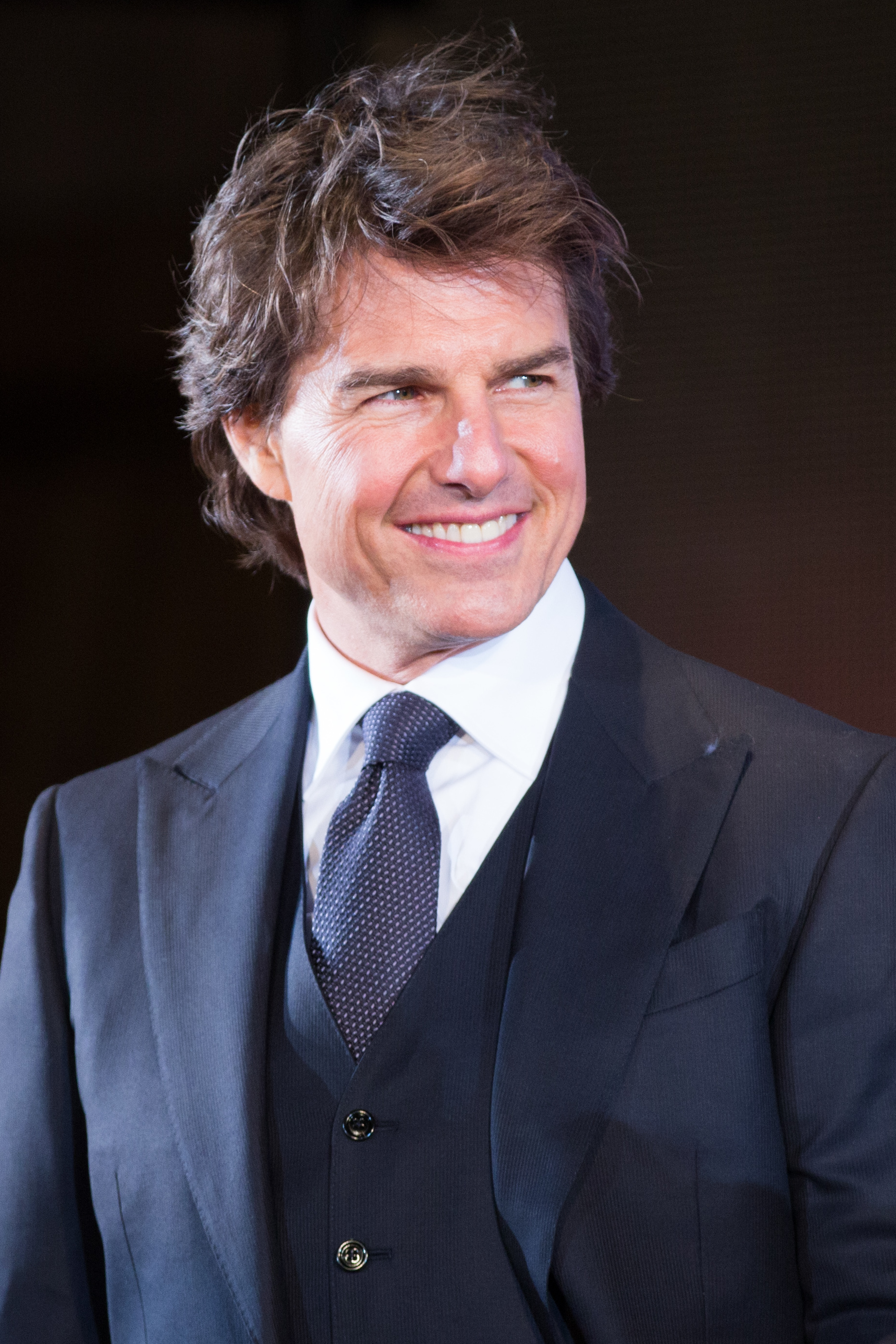
Tom Cruise en el estreno en Japón de Jack Reacher: Nunca vuelvas atrás en 2016

En 2013 Cruise rodó con la actriz ucraniana Olga Kurylenko y Morgan Freeman la película de ciencia ficción Oblivion de Joseph Kosinski que fue otro éxito en cuanto a cine comercial. En 2013 Tom fue declarado huésped ilustre de la Ciudad de Buenos Aires en el Teatro Colón. Seguidamente actuó con Emily Blunt en otra película de ciencia ficción, Al filo del mañana (2014). Está inspirada en la novela ligera All You Need Is Kill de Hiroshi Sakurazaka. La película fue aclamada por la crítica, obteniendo una aprobación del 90% en el sitio web Rotten Tomatoes, basada en 288 reseñas. Alcanzó una recaudación total de 370 millones de dólares en todo el mundo.
En 2017 Tom sorprendió al público protagonizando La Momia, película producida por Universal Pictures en la que también actuó el oscarizado Russell Crowe. Aunque a la película no le fue nada mal en taquilla, el filme ha recibido críticas negativas y ha sido considerado como una de las peores películas de Cruise en su carrera. También en 2017 el actor interpretó a Barry Seal, un narcotraficante y exagente de la CIA en la década de los 80, en American Made, película dirigida por Doug Liman.

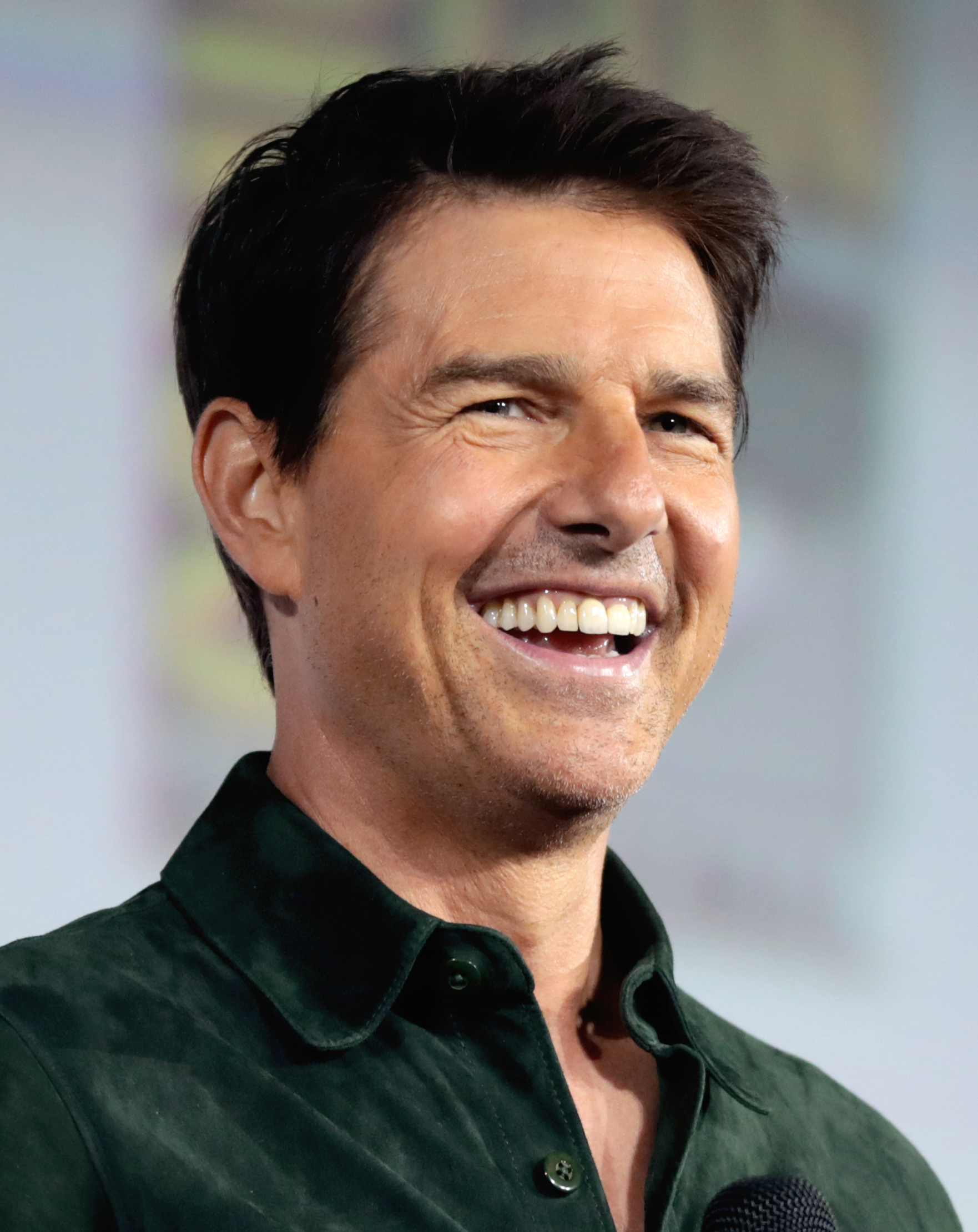
Tom Cruise en San Diego Comic Con en 2019.

El domingo 13 de agosto de 2017, Cruise sufrió un aparatoso accidente (en el que se fracturó un tobillo) mientras rodaba una de sus escenas de acción para la sexta entrega de su saga Misión imposible y el rodaje se tuvo que suspender durante dos meses.

### 2020-presente
El 5 de mayo de 2020, se confirmó que Tom Cruise, junto a Elon Musk, la NASA y la Estación Espacial Internacional, iba a realizar el 1.er filme rodado en el espacio en la historia del cine. El 22 de septiembre de 2020 se oficializó el rodaje dentro de los planes de la NASA hacia octubre de 2021 y se confirmó que el director del filme será Doug Liman.
El 10 de mayo de 2021, Cruise devolvió sus tres premios Globo de Oro a la Asociación de la Prensa Extranjera de Hollywood debido a sus muchas controversias y a las irregularidades en el funcionamiento de la asociación.

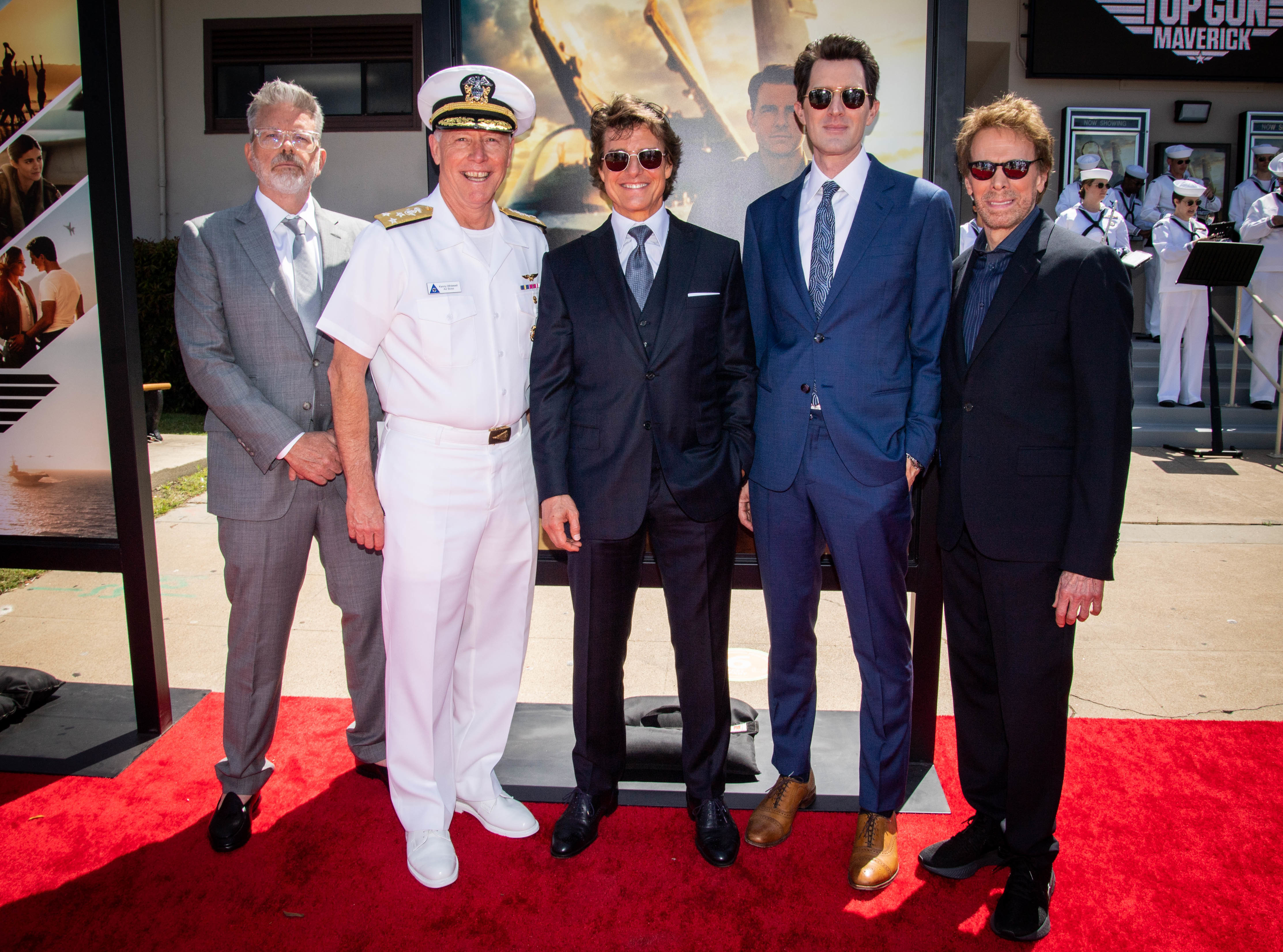
Christopher McQuarrie, el vicealmirante Kenneth R. Whitesell, Tom Cruise, Joseph Kosinski y Jerry Bruckheimer en el estreno de Top Gun: Maverick el 4 de mayo de 2022 en San Diego (California)

El 27 de mayo de 2022, luego de varios retrasos por la pandemia del Covid19, se estrenó Top Gun: Maverick, dirigida por Joseph Kosinski. Es la secuela del filme Top Gun que llevó a Cruise al estrellato mundial en 1986. Jennifer Connelly, Jon Hamm, Ed Harris, Miles Teller, Glen Powell, Monica Barbaro y Val Kilmer, quien también aparece en la primera película, acompañan al actor en esta entrega. La película fue aclamada por la crítica y se convirtió en la cinta más taquillera del actor así como del año 2022, superando los 1400 millones de dólares de recaudación en todo el mundo. Cruise declaró a los medios de comunicación en su presentación en el Festival de Cine de Cannes que nunca hará películas para las plataformas de streaming.

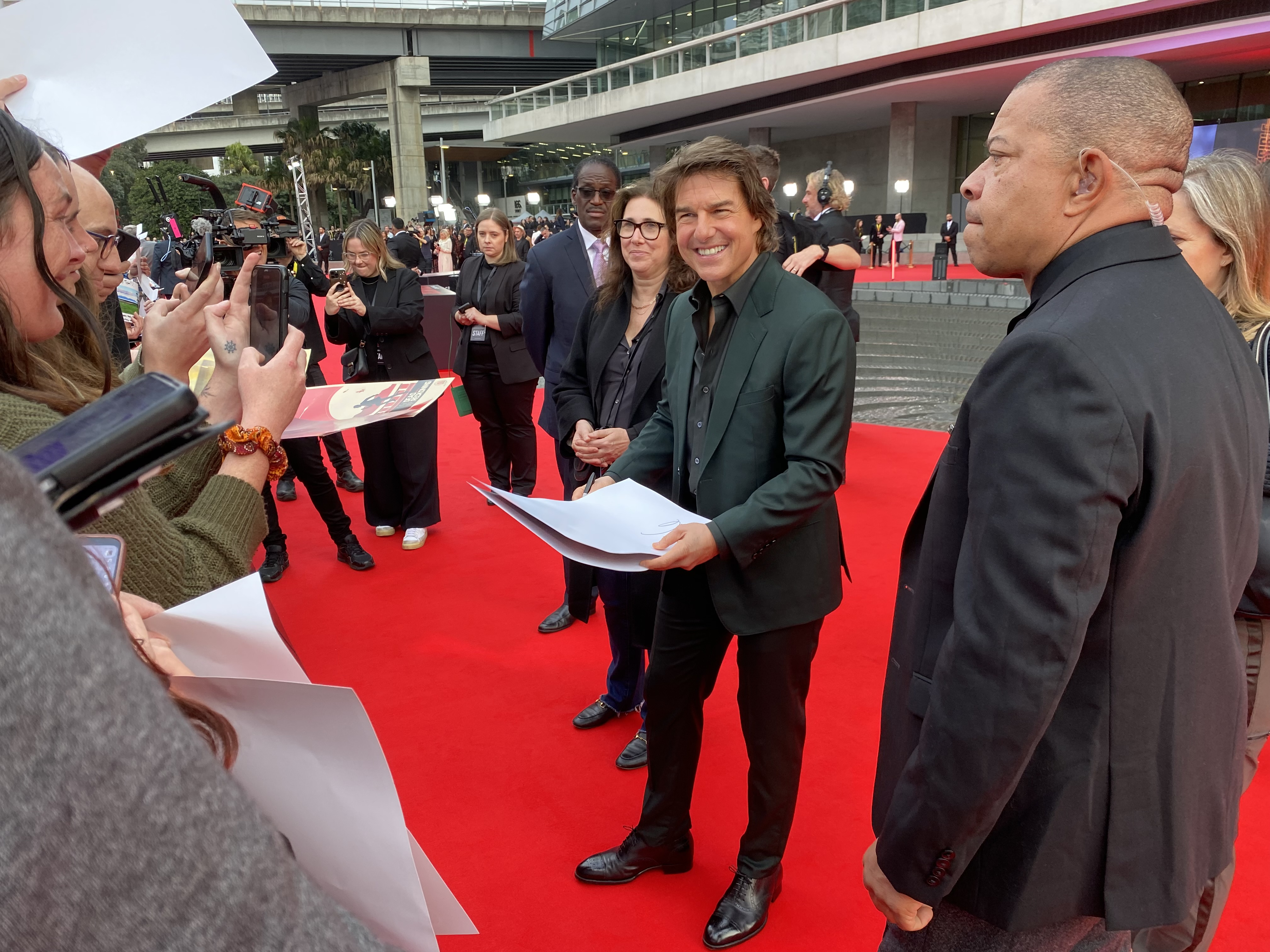
Tom Cruise en el estreno de Misión imposible: sentencia mortal - Parte 1 en Sídney (Australia)

El 12 de julio de 2023 se estrenó Misión imposible: sentencia mortal - Parte 1 por Paramount Pictures. Es la tercera película de la serie dirigida por Christopher McQuarrie después de Misión imposible: nación secreta y Mission: Impossible - Fallout. Cruise se involucró a fondo en promocionar la película, sin embargo tuvo menos éxito comercial del esperado al no lograr superar la recaudación de Fallout, la más taquillera de la saga hasta la fecha con 791 millones de dólares. A nivel global, la cinta ha acumulado 550 millones de dólares en taquilla. Aparte del actor, quien repite su papel de Ethan Hunt, Rebecca Ferguson, Ving Rhames, Simon Pegg, Henry Czerny, Vanessa Kirby y Frederick Schmidt, repiten sus papeles de las películas anteriores, junto con Esai Morales y Pom Klementieff en los roles antagónicos. Mission: Impossible - Dead Reckoning Part Two, también dirigida por McQuarrie, está programada para ser lanzada el 23 de mayo de 2025. Será la última entrega de la saga que llegará a su fin después de casi tres décadas.
El 11 de agosto de 2024, durante la Ceremonia de clausura de los Juegos Olímpicos de París 2024, Cruise hizo rápel desde el techo del Stade de France y salió del estadio en una motocicleta con la bandera olímpica. Un segmento pregrabado mostró a Cruise entregando la bandera en el área de Los Ángeles.
El 17 de diciembre de 2024, Tom Cruise fue condecorado con el Premio al Servicio Público Distinguido, el máximo honor de la Armada de los Estados Unidos, «por sus décadas de defensa de la Armada a través de muchas películas», como Top Gun y Top Gun: Maverick.
En junio de 2025 anuncian que en Noviembre le concederán junto a Dolly Parton el Oscar Honorífico en honor a su trayectoria profesional.

## Vida privada
En los años 1980 Cruise tuvo varias parejas, entre las que destacaron la actriz Rebecca De Mornay y la cantante Cher. Se casó dos veces antes de su último matrimonio con Katie Holmes. La primera vez en 1987 con la actriz Mimi Rogers de la cual se separó en 1990, y luego con la actriz Nicole Kidman, a quien conoció durante el rodaje de Days of Thunder, y de la que también se divorció de forma muy mediática a fines de 2001. Con Kidman su matrimonio duró casi once años y fueron una de las parejas más populares de Hollywood. No tuvieron hijos biológicos pero adoptaron dos: Isabella Jane (nacida en 1992) y Anthony Connor (nacido en 1995).
Después de juntos protagonizar el filme de Stanley Kubrick, Eyes Wide Shut, Tom Cruise y Nicole Kidman se separaron irreconciliablemente. En la edición de junio de 2006 de Ladies' Home Journal, Kidman dijo que todavía amaba a Cruise: "Él era enorme; todavía lo es. Para mí, era solo Tom, pero para todos los demás, es enorme. Siempre fue encantador conmigo y lo amaba. Aún lo amo". Además, la actriz ha expresado lo conmocionada que estuvo por su divorcio.
Luego de dos relaciones estables, Cruise tuvo un romance con la actriz española Penélope Cruz, con la que protagonizó la película Vanilla Sky. Esta película es una versión de un título español llamado Abre los Ojos, dirigida por Alejandro Amenábar. Conoció a Katie Holmes durante la búsqueda de una coprotagonista para su película Misión imposible 3. Su primera aparición en público fue el 29 de abril de 2005, en Roma, en los Premios David di Donatello, el equivalente italiano de los Premios Óscar.
A los pocos meses se comprometieron. Cruise, en lo que fue una actuación astuta e histriónica para complacer al enardecido público femenino del talkshow The Oprah Winfrey Show de la presentadora Oprah Winfrey, declaró haberse enamorado perdidamente de Katie Holmes durante la transmisión del show en televisión protagonizando una escena tan desmedida como divertida subiéndose a un sofá y proclamándole su amor.

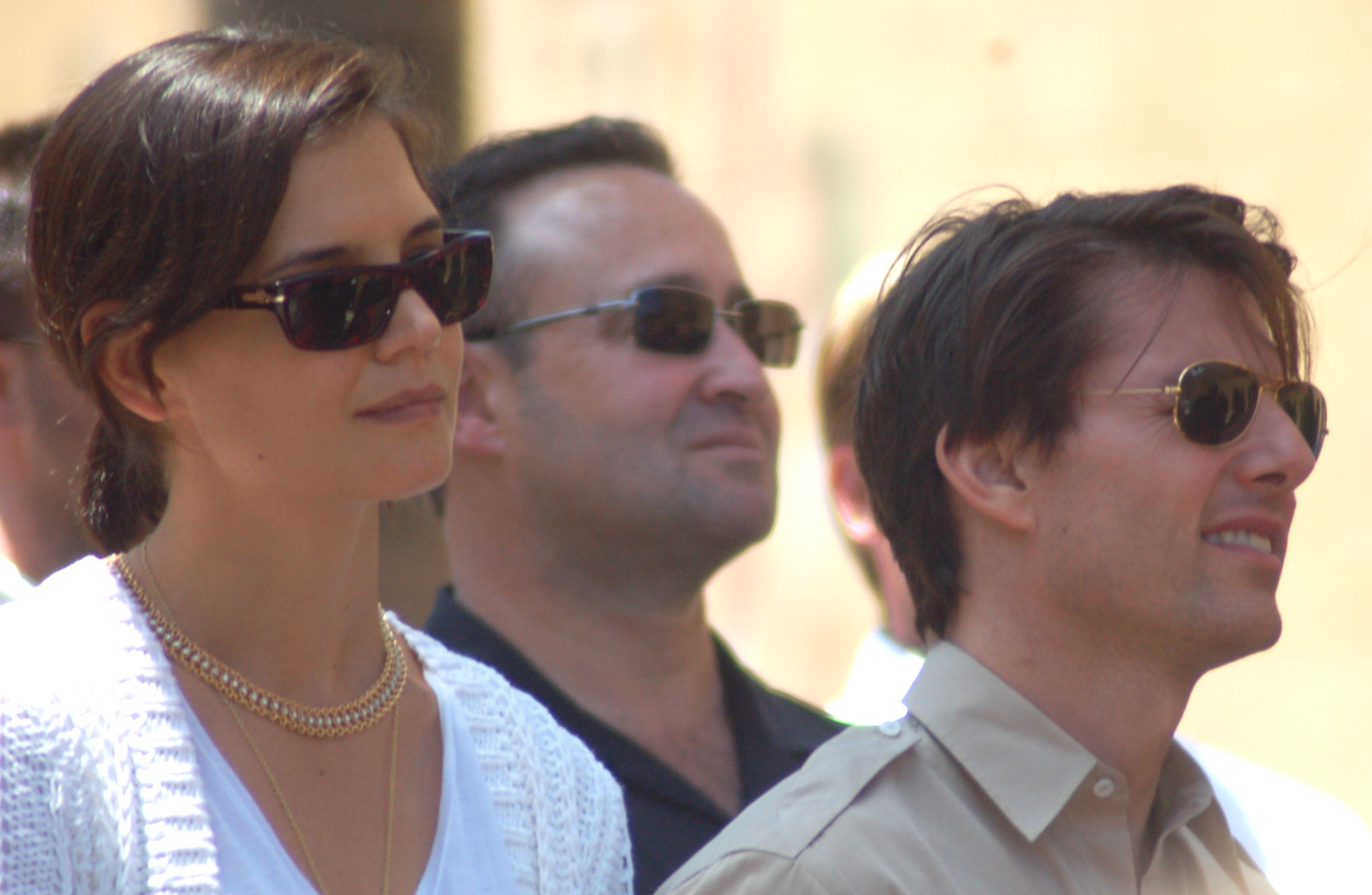
Tom Cruise y Katie Holmes en 2009

Poco después, Cruise le propuso matrimonio a Holmes en la mañana del 17 de julio de 2005, en la cima de la Torre Eiffel en París; ella aceptó. En la conferencia de prensa, asistida por la madre de Holmes, Cruise anunció a las noticias: Hoy es un día magnífico para mí. Estoy comprometido con una mujer magnífica. La pareja anunció que Holmes estaba embarazada. El 18 de abril de 2006 nació la primera hija biológica de Cruise, a la que llamaron Suri. El 18 de noviembre de ese año se casó con Katie Holmes, generando una gran expectación en Italia, lugar escogido para la ceremonia.
La ceremonia, a la que asistieron muchas estrellas de Hollywood, fue celebrada por el rito de la Iglesia de la Cienciología, en el castillo Odescalchi en Bracciano, a 35 kilómetros de Roma. En junio de 2012, Katie Holmes pidió el divorcio de Cruise alegando diferencias irreconciliables y la custodia de Suri. Según apunta el medio TMZ, el motivo principal que llevó a la actriz a dar el paso fue la obsesión desmesurada que mostraba su marido por la cienciología.
Para lograr separarse de Tom Cruise, Holmes llevó todo el proceso en absoluto secretismo, gracias a la ayuda que recibió de Nicole Kidman, exesposa de Cruise, quien la aconsejó y apoyó a lo largo del duro pleito.

## Filmografía
- Endless Love (1981)
- Taps, más allá del honor (1981)
- The Outsiders (1983)
- Losin' It (1983)
- All the Right Moves (1983)
- Risky Business (1983)
- Legend (1985)
- Top Gun (1986)
- El color del dinero (1986)
- Cocktail (1988)
- Rain Man (1988)
- Nacido el 4 de julio (1989)
- Days of Thunder (1990)
- Far and Away (1992)
- A Few Good Men (1992)
- The Firm (1993)
- Entrevista con el vampiro (1994)
- Misión imposible (1996)
- Jerry Maguire (1996)
- Eyes Wide Shut (1999)
- Magnolia (1999)
- Misión imposible 2 (2000)
- Vanilla Sky (2001, también productor)
- Stanley Kubrick: A Life In Pictures (2001)
- Minority Report (2002)
- Austin Powers in Goldmember (2003)
- El último samurái (2003)
- Collateral (2004)
- La guerra de los mundos (2005)
- Misión imposible 3 (2006, también productor)
- Leones por corderos (2007)
- Tropic Thunder (2008)
- Valkyrie (2009)
- Knight & Day (2010)
- Misión imposible: Protocolo fantasma (2011)
- La era del rock (2012)
- Jack Reacher (2012, también productor)
- Oblivion (2013)
- Al filo del mañana (2014)
- Misión imposible: Nación secreta (2015)
- Jack Reacher: Never Go Back (2016)
- La momia (2017)
- American Made (2017)
- Mission: Impossible - Fallout (2018)
- Top Gun: Maverick (2022)
- Misión imposible: sentencia mortal - Parte 1 (2023)
- Misión imposible: Sentencia final (2025)
- Avengers: Doomsday (2026)
- Avengers: Secret Wars (2027)
- Top Gun 3 (TBA)
- Team Zenko Go: The Movie (2033)

## Doblaje
En Latinoamérica, Tom Cruise suele ser doblado por Arturo Mercado Jr. Otros de los muchos actores que lo han doblado son Sergio Gutierrez Coto, Gabriel Cobayassi, Sebastián Rosas, Alfonso Obregón Inclán, Miguel Ángel Soriano y René García.
En España el actor es doblado por Jordi Brau.

## Premios y nominaciones
Premios Óscar
| Año  | Categoría              | Película             | Resultado |
| ---- | ---------------------- | -------------------- | --------- |
| 1990 | Mejor actor            | Nacido el 4 de julio | Nominado  |
| 1997 | Mejor actor            | Jerry Maguire        | Nominado  |
| 2000 | Mejor actor de reparto | Magnolia             | Nominado  |
| 2023 | Mejor película         | Top Gun: Maverick    | Nominado  |
| 2025 | Oscar Honorífico       | Oscar Honorífico     | Ganador   |

Premios Razzie
| Año  | Categoría                               | Película                  | Resultado |
| ---- | --------------------------------------- | ------------------------- | --------- |
| 2017 | Peor actor                              | La momia                  | Ganador   |
| 2005 | Peor actor                              | La guerra de los mundos   | Nominado  |
| 2000 | Peor adaptación o secuela               | Misión imposible 2        | Nominado  |
| 1994 | Peor pareja en pantalla (con Brad Pitt) | Entrevista con el vampiro | Ganador   |
| 1988 | Peor actor                              | Cocktail                  | Nominado  |

Premios Globo de Oro
| Año  | Categoría                       | Película             | Resultado |
| ---- | ------------------------------- | -------------------- | --------- |
| 2008 | Mejor actor de reparto          | Tropic Thunder       | Nominado  |
| 2003 | Mejor actor - Drama             | El último samurái    | Nominado  |
| 1999 | Mejor actor de reparto          | Magnolia             | Ganador   |
| 1996 | Mejor actor - Comedia o musical | Jerry Maguire        | Ganador   |
| 1992 | Mejor actor - Drama             | A Few Good Men       | Nominado  |
| 1989 | Mejor actor - Drama             | Nacido el 4 de julio | Ganador   |
| 1983 | Mejor actor - Comedia o musical | Risky Business       | Nominado  |

Premios BAFTA
| Año  | Categoría   | Película             | Resultado |
| ---- | ----------- | -------------------- | --------- |
| 1989 | Mejor actor | Nacido el 4 de julio | Nominado  |

Premios del Sindicato de Actores
| Año  | Categoría              | Película      | Resultado |
| ---- | ---------------------- | ------------- | --------- |
| 1999 | Mejor reparto          | Magnolia      | Nominado  |
| 1999 | Mejor actor de reparto | Magnolia      | Nominado  |
| 1996 | Mejor actor            | Jerry Maguire | Nominado  |

Premios People's Choice
| Año  | Categoría              | Resultado |
| ---- | ---------------------- | --------- |
| 1994 | Actor de cine favorito | Ganador   |
| 1990 | Actor de cine favorito | Ganador   |